# 长远锂科
湖南长远锂科股份有限公司（简称长远锂科，上交所：688779），是一家中国金属公司。

## 历史
成立于2002年，是中国五矿集团有限公司直管企业。2021年8月登陆上海证券交易所科创板。
公司主要产品包括多元材料前驱体、多元正极材料、磷酸铁锂、钴酸锂等锂电正极材料和镍氢电池正极材料，在2022年中国三元材料产量排名位列第四，市场占有率10%。公司总部位于湖南省长沙市，拥有高新、麓谷、铜官三个生产基地，具备年产12万吨三元正极材料、6万吨磷酸铁锂材料、3万吨前驱体、0.5万吨废旧电池回收利用产能。